# Steele (Missouri)
Steele ist eine Stadt im Pemiscot County im Bootheel (Stiefelabsatz) genannten äußersten Südosten des US-amerikanischen Bundesstaates Missouri. Die  liegt unweit des westlichen Ufers des Mississippi River. Das U.S. Census Bureau hat bei der Volkszählung 2020 eine Einwohnerzahl von 1853 ermittelt.

## Geographie
Steele liegt auf 36°05'08" nördlicher Breite und 89°49'46" westlicher Länge. Die Stadt erstreckt sich über 4,9 km², die ausschließlich aus Landfläche bestehen.
Steele liegt 15 km westlich des Mississippi River, der die Grenze zwischen Missouri und Tennessee bildet.
Durch Steele führt der U.S. Highway 61, von dem in der Stadtmitte die Missouri Route 164 abzweigt. 2 km östlich des Ortes verläuft die Interstate 55, die von Chicago über St. Louis und Memphis nach New Orleans führt.
12 km südlich der Stadt befindet sich die Grenze zwischen Missouri und Arkansas. Die Entfernung von Steele nach Memphis beträgt 135 km, nach St. Louis 331 km.

## Demografische Daten
Bei der Volkszählung im Jahr 2000 wurde eine Einwohnerzahl von 2263 ermittelt. Diese verteilten sich auf 887 Haushalte in 582 Familien. Die Bevölkerungsdichte lag bei 464,8/km². Es gab 971 Gebäude, was einer Bebauungsdichte von 199,4/km² entspricht.
Die Bevölkerung bestand im Jahr 2000 aus 80,87 % Weißen, 17,41 % Afroamerikanern, und 0,93 % anderen. 0,75 % gaben an, von mindestens zwei dieser Gruppen abzustammen. 1,81 % der Bevölkerung bestand aus Hispanics, die verschiedenen der genannten Gruppen angehörten.
29,7 % waren unter 18 Jahren, 8,8 % zwischen 18 und 24, 23,8 % von 25 bis 44, 21,8 % von 45 bis 64 und 16,0 % 65 und älter. Das durchschnittliche Alter lag bei 34 Jahren. Auf 100 Frauen kamen statistisch 84,7 Männer, bei den über 18-Jährigen 79,0.
Das durchschnittliche Einkommen pro Haushalt betrug $20.958, das durchschnittliche Familieneinkommen $29.125. Das Einkommen der Männer lag durchschnittlich bei $30.595, das der Frauen bei $19.286. Das Pro-Kopf-Einkommen belief sich auf $13.695. Rund 25,5 % der Familien und 31,3 % der Gesamtbevölkerung lagen mit ihrem Einkommen unter der Armutsgrenze.